# Harri Toivonen
Harri Toivonen (Helsinki, 22 oktober 1960) is een voormalig Fins rally- en circuitrijder. Hij is de zoon van Pauli Toivonen en de jongere broer van Henri Toivonen.
Net als zijn broer zocht Harri het avontuur ook op de rallypaden. In 1980 reed hij in zijn eerste WK-Rally met de voormalige Chrysler Avenger van Henri. Vervolgens was hij actief als rijder voor het Finnish Junior Team, in meeste gevallen met een Mitsubishi Lancer Turbo.
In 1986 tekende hij bij het Austin-Rover fabrieksteam, rijdend met de MG Metro 6R4. Hij zou dat jaar het Brits kampioenschap gaan rijden en ook deelnemen aan geselecteerde WK-evenementen. In mei van dat jaar, terwijl hij deelnam aan een Britse nationale rally, kreeg hij het nieuws te horen over zijn broer, die tijdens de Rally van Corsica om het leven was gekomen. Toch kwam hij later dat jaar nog in actie en reed zijn Metro 6R4, tijdens de WK-Rally van Finland zelfs naar een respectievelijke achtste plaats, maar moest opgeven tijdens de RAC Rally later dat jaar, waar zijn broer een jaar eerder nog wist te winnen.
Succes bleef uit in de rallysport en Harri koos hij ervoor om definitief over te stappen naar het circuitracen. Daarin volgde betere resultaten. In 1990 werd hij, vergezeld door de Duitser Manuel Reuter, derde tijdens de Nürburgring 1000 km en het jaar daarop negende in de 24 uur van Le Mans, waar ook een andere Fin, JJ Lehto, deel uitmaakte van het team. Ook in 1993 reed hij in Le Mans maar viel daarin uit. Harri hing na het seizoen van 2002 zijn helm aan de wilgen.
In 2006 opende hij voorafgaand aan de WK-Rally van Finland, een speciale tentoonstelling over de carrière van zijn overleden broer.

## Overzicht

### Actieve jaren in WK
| Seizoen | Team         | Navigator                  | Positie in WK |
| ------- | ------------ | -------------------------- | ------------- |
| 1980    | Chrysler     | Arto Lusenius              | -             |
| 1981    | Talbot       | Juha Paajanen              | -             |
| 1982    | Ford         | Juha Paajanen              | -             |
| 1983    | Mitsubishi   | Juha Paajanen John Daniels | -             |
| 1986    | Austin-Rover | Cedric Wrede Neil Wilson   | 49            |
| 1987    | Mazda        | Cedric Wrede               | -             |
| 1988    | Lancia       | Cedric Wrede               | -             |